# Bahnhof Berlin-Marzahn
Der Bahnhof Berlin-Marzahn ist ein Berliner S-Bahnhof im gleichnamigen Ortsteil Marzahn. Er wird täglich von etwa 11.000 Fahrgästen frequentiert.

## Anlage
Der Bahnhof befindet sich im Westen des Ortsteils und wird östlich von der Märkischen Allee und westlich vom Wiesenburger Weg begrenzt. An den Mittelbahnsteig der S-Bahn schließt sich südlich ein doppelter Gleiswechsel zum Kehren an. Der Bahnhof verfügt über einen zentralen Auf- und Abgang, der über die Gleisanlagen zur Märkischen Allee und zum Wiesenburger Weg führt. Er verfügt über einen Aufzug und verbindet den Bahnsteig direkt mit dem Einkaufscenter Eastgate. Vom Bahnhof zweigte ein Anschlussgleis zum Knorr-Bremsenwerk in Bürknersfelde ab.

## Geschichte
Der Bahnhof Marzahn wurde am 1. Mai 1898 mit der Wriezener Bahn in Betrieb genommen. Neben einem Seitenbahnsteig für den Personenverkehr verfügte der Bahnhof von Beginn an auch über Anlagen für den Güterverkehr. Zunächst befand sich die Strecke, und somit auch der Bahnhof außerhalb des Berliner Vororttarifs. 1914 erhielt der Bahnhof einen Mittelbahnsteig anstelle des Seitenbahnsteiges.
Die Pläne der Nationalsozialisten zum Ausbau des Berliner S-Bahnnetzes ab 1937 sahen die Ausweitung des S-Bahn-Netzes bis Werneuchen vor, bis einschließlich Marzahn sollten für die S-Bahn sowie für den Fern- und Güterverkehr zwei Gleispaare entstehen, dahinter war ein Gemeinschaftsbetrieb auf zweigleisiger Strecke vorgesehen. Als erster Schritt wurde 1938 der Vororttarif bis Werneuchen eingeführt. Nach 1945 wurde das Kreuzungsgleis 1 als Reparationsleistung an die UdSSR abgebaut.
Um den Bahnhof Berlin-Lichtenberg, der nach 1952 allmählich die Funktion eines Hauptbahnhofs für Ost-Berlin annahm, zu entlasten, war die Zurücknahme des Vorortverkehrs auf der Wriezener Bahn bis Marzahn unter gleichzeitiger Verlängerung der S-Bahn bis dorthin vorgesehen. Der spätere S-Bahnsteig wurde 1969–1970 errichtet und ersetzte den niedrigeren Bahnsteig aus der Eröffnungszeit. Ab dem 25. September 1976 endeten die Vorortzüge dauerhaft in Marzahn. Die elektrische S-Bahn erreichte den Bahnhof am 30. Dezember desselben Jahres. Die S-Bahn-Strecke verlief zwischen Springpfuhl und Marzahn eingleisig, in Marzahn bestand eine bahnsteiggleiche Umsteigemöglichkeit. Für die Inbetriebnahme des zweiten S-Bahn-Gleises musste 1979 ein Behelfsbahnsteig am Nordende des S-Bahnsteigs errichtet werden, um die zweite Bahnsteigkante für die S-Bahn freizugeben. Ab dem 15. Dezember 1980 fuhr die S-Bahn weiter bis Otto-Winzer-Straße (seit 1992: Mehrower Allee), die Vorortzüge wurden anderthalb Monate darauf am 1. Februar 1981 bis dorthin verlegt und der Behelfsbahnsteig abgetragen. Seit dem 30. Dezember 1982 war Ahrensfelde der gemeinsame Endpunkt beider Verkehrsmittel. Das Empfangsgebäude von 1898 wurde um die Jahreswende 1979/80 abgerissen. 1984 wurde der Bahnhof an das Relaisstellwerk Bik am Biesdorfer Kreuz angeschlossen und das mechanische Stellwerk Mar abgebunden.
Mit dem Bau des Einkaufszentrums Eastgate an der Märkischen Allee im Jahr 2005 kamen erstmals Überlegungen auf, neben dem S-Bahnhof auch wieder einen Regionalbahnsteig zu errichten. Auch der Berliner Fahrgastverband IGEB unterstützt diese Idee, u. a. um die Attraktivität der Wriezener Bahn insgesamt zu stärken. Ein Regionalbahnhalt in Marzahn wird aktuell vom Land Berlin jedoch nicht verfolgt und ist nicht im Stadtentwicklungsplan Verkehr enthalten. Für eventuelle spätere Entwicklungen wird jedoch eine Flächenfreihaltung berücksichtigt.
Um auch das Gelände westlich des S-Bahnhofs von diesem aus besser zu erschließen, wurde im Jahr 2012 ein Realisierungsvertrag zwischen Bezirk, DB Netz und DB Station&Service abgeschlossen, der die barrierefreie Verlängerung der bestehenden (mittleren) Fußgängerbrücke bis zum Wiesenburger Weg sowie den Rückbau der südlichen Fußgängerbrücke beinhaltet. Die Finanzierung hierfür erfolgte durch das Bezirksamt Marzahn-Hellersdorf. Anschließend errichtet die DB Netz die südliche Brücke zwischen Vorplatz und S-Bahnsteig im Rahmen der Leistungs- und Finanzierungsvereinbarung neu, ein barrierefreier Ausbau ist hier allerdings nicht geplant. Ursprünglich sollte bereits bis zum Jahr 2018 die mittlere Fußgängerbrücke bis zum Wiesenburger Weg verlängert werden. Die Brücke ersetzt die alte, nicht rollstuhlgerechte Verbindung vom Bahnhof zum Parkfriedhof Marzahn. Die Bauarbeiten begannen im September 2017, die Kosten von 5,2 Millionen Euro werden von Bund und Land getragen. Die Fertigstellung der Brückenverlängerung war ursprünglich für Sommer 2018 vorgesehen, verzögerte sich jedoch aufgrund von Planungs- und Baumängeln mehrfach. Im Sommer 2020 erfolgte schließlich die Freigabe.
Die südliche Fußgängerbrücke wurde 2021 abgebrochen und soll teilweise neu errichtet werden.

## Anbindung
Am Bahnhof Marzahn halten die Züge der S-Bahn-Linie S7. Er ist mit den Straßenbahnlinien M6 und 16 sowie den Buslinien X54, 191, 192, 195 und 291 der BVG am Busbahnhof Marzahn zu erreichen.
| Linie | Verlauf |
| ----- | --- |
|       | Potsdam Hauptbahnhof – Babelsberg – Griebnitzsee – Wannsee – Nikolassee – Grunewald – Westkreuz – Charlottenburg – Savignyplatz – Zoologischer Garten – Tiergarten – Bellevue – Hauptbahnhof – Friedrichstraße – Hackescher Markt – Alexanderplatz – Jannowitzbrücke – Ostbahnhof – Warschauer Straße – Ostkreuz – Nöldnerplatz – Lichtenberg – Friedrichsfelde Ost – Springpfuhl – Poelchaustraße – Marzahn – Raoul-Wallenberg-Straße – Mehrower Allee – Ahrensfelde |